# Ausserordentliche Session der eidgenössischen Räte zur Übernahme der Credit Suisse durch die UBS

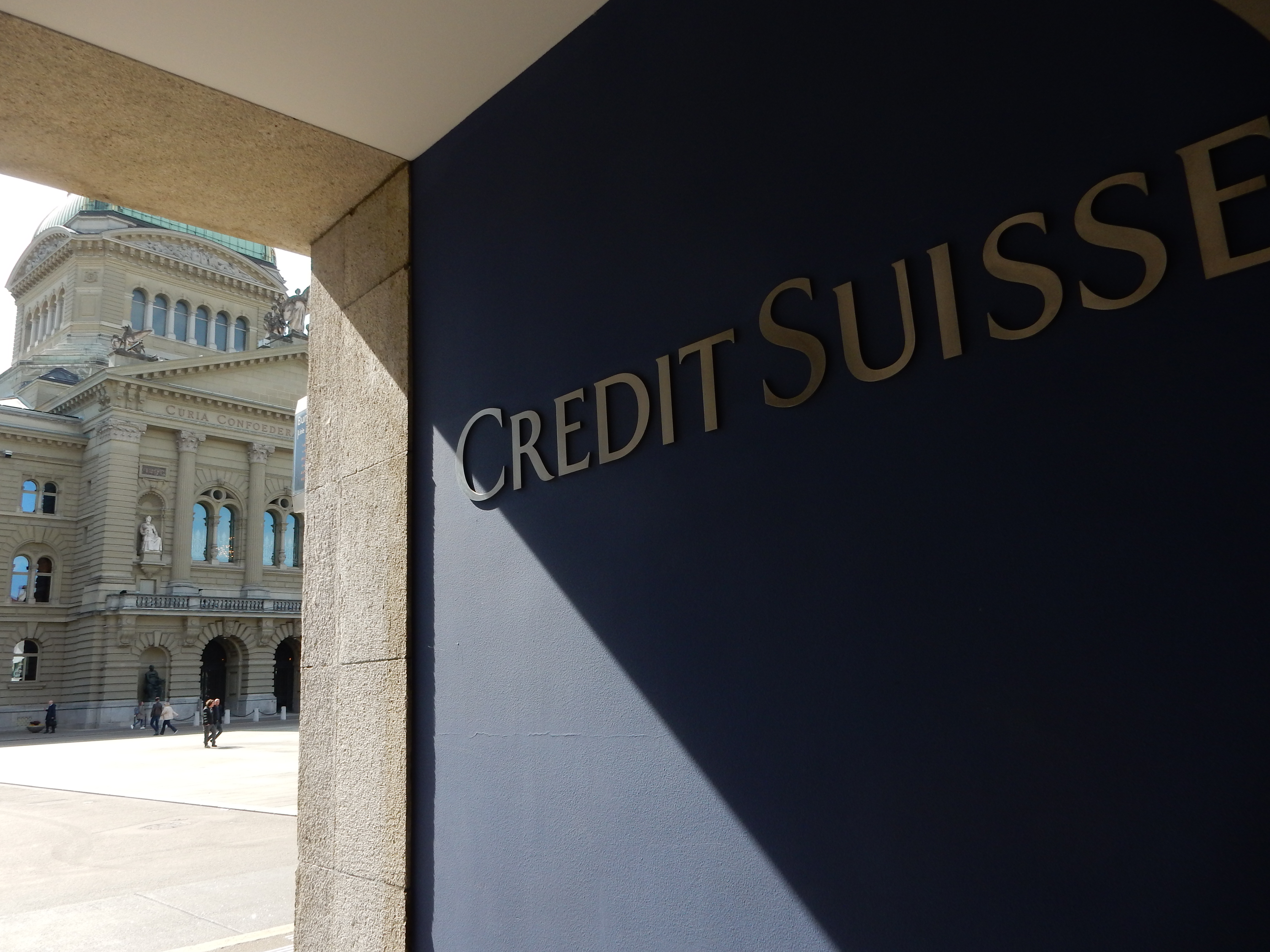
Eine Credit-Suisse-Filiale und gegenüber das Bundeshaus in Bern

Die ausserordentliche Session der eidgenössischen Räte zur Übernahme der Credit Suisse durch die UBS wurde am 11. und 12. April 2023 abgehalten. Dabei trafen sich die eidgenössischen Räte zu einer zweitägigen Sitzung in Bern. Debattiert wurde über die Massnahmen zur Übernahme der Credit Suisse durch die UBS.
Hauptthema war die nachträgliche Bewilligung des 109 Milliarden Franken schweren Kreditpakets des Bundesrats.

## Vorgeschichte
Der Bundesrat hatte die Bankenfusion zwischen UBS und Credit Suisse mit einer Verordnung ermöglicht, die sich auf Art. 184 Abs. 3 und Art. 185 Abs. 3 der Bundesverfassung (Notrecht) stützt. Gestützt auf diese Verordnung, hatte er mit der notwendigen Zustimmung der Finanzdelegation der Bundesversammlung die beiden dringlichen Kredite des Bundes über 9 und 100 Milliarden Franken beschlossen. Mehr als ein Viertel der Mitglieder des Nationalrats hatte die Einberufung einer ausserordentlichen Session verlangt. Dort sollte die Bundesversammlung die dringlichen Kredite behandeln, wobei Vorstösse eingereicht werden können, um auf die Entscheide Einfluss zu nehmen.

## Kredite
Der Ständerat genehmigte die beiden Verpflichtungskredite über insgesamt 109 Milliarden Franken am 11. April mit 29 zu 6 Stimmen bei 7 Enthaltungen. Noch am gleichen Tag lehnte der Nationalrat die Garantien mit 102 zu 71 Stimmen bei 2 Enthaltungen jedoch ab, womit die Vorlage zurück an den Ständerat ging.
Am 12. April nahm der Ständerat einen Kompromissvorschlag mit 29 zu 5 Stimmen bei 7 Enthaltungen an. Dieser wurde am Nachmittag vom Nationalrat abgelehnt, womit sich das Geschäft erledigte.

## Rechtswirkung der Nichtgenehmigung der Kredite
Umstritten ist, ob die Nichtgenehmigung der Verpflichtungskredite rechtliche Auswirkungen hat. Das Eidgenössische Finanzdepartement (EFD) und der Bundesrat gehen davon aus, die Mittel seien «bereits vollumfänglich verpflichtet, da die Ausfallgarantie des Bundes an die SNB und die Garantie des Bundes an die UBS Teil der Vereinbarung zur Übernahme der Credit Suisse durch die UBS sind. Der Vertrag zwischen Bund und SNB über die Ausfallgarantie wurde bereits abgeschlossen. Die Garantie mit der UBS ist Gegenstand von Verhandlungen – ist aber auch Teil der Gesamtlösung.»
Die Staatsrechtsprofessoren Bernhard Rütsche und Andreas Stöckli stellen diese Auslegung des EFD in Frage. Es treffe zwar zu, dass «rechtliche Verpflichtungen, die der Bundesrat vor der Nichtgenehmigung durch das Parlament eingegangen ist, aufgrund des Vertrauensschutzes und der Rechtssicherheit bestehen» bleiben. Während der Vertrag mit der SNB abgeschlossen ist, ist das aber beim Vertrag mit der UBS noch nicht der Fall. Die Notverordnung stelle nicht eine Verpflichtung, sondern bloss eine Ermächtigung zum Vertragsabschluss dar. Es sei «zweifelhaft, ob der Bundesrat nach dem Nein des Parlaments den Vertrag überhaupt noch unterzeichnen darf». Verschiedene Parlamentarier fordern eine Abklärung dieser wichtigen Rechtsfrage.

## Weitere Themen
Das Parlament debattierte in der ausserordentlichen Session nicht nur über Kreditentscheide, sondern sprach auch über andere Themen der Bankenkrise und fasste Beschlüsse, zum Beispiel ob der Bundesrat ein Trennbankensystem prüfen soll oder ob die Klausel mit der Eigenkapitalquote gestrichen wird.